# Göynük
Göynük là một huyện thuộc tỉnh Bolu, Thổ Nhĩ Kỳ. Huyện có diện tích 1505 km² và dân số thời điểm năm 2007 là 16609 người, mật độ 11 người/km².